# Canthidium
Canthidium är ett släkte av skalbaggar. Canthidium ingår i familjen bladhorningar.

## Dottertaxa tillCanthidium, i alfabetisk ordning[1]
- Canthidium abbreviatum
- Canthidium alvarezi
- Canthidium andersoni
- Canthidium angulicolle
- Canthidium angusticeps
- Canthidium annagabrielae
- Canthidium ardens
- Canthidium aterrimum
- Canthidium atomarium
- Canthidium atramentarium
- Canthidium atricolle
- Canthidium aurichalceum
- Canthidium auricolle
- Canthidium aurifex
- Canthidium barbacenicum
- Canthidium basale
- Canthidium basipunctatum
- Canthidium batesi
- Canthidium bicolor
- Canthidium bituberifrons
- Canthidium bokermanni
- Canthidium bovinum
- Canthidium breve
- Canthidium caesareum
- Canthidium calidum
- Canthidium cavifrons
- Canthidium centrale
- Canthidium cereum
- Canthidium chabanaudi
- Canthidium chrysis
- Canthidium clypeale
- Canthidium coerulescens
- Canthidium cognatum
- Canthidium collare
- Canthidium convexifrons
- Canthidium cupreum
- Canthidium darwini
- Canthidium decoratum
- Canthidium delgadoi
- Canthidium deplanatum
- Canthidium depressum
- Canthidium deyrollei
- Canthidium discolor
- Canthidium discopygidiale
- Canthidium dispar
- Canthidium dohrni
- Canthidium elegantulum
- Canthidium emoryi
- Canthidium epistomale
- Canthidium erythropterum
- Canthidium escalerai
- Canthidium euchalceum
- Canthidium excisipes
- Canthidium femoratum
- Canthidium flabellatum
- Canthidium flavicorne
- Canthidium flavipes
- Canthidium flavum
- Canthidium foveolatum
- Canthidium funebre
- Canthidium gemmingeri
- Canthidium gerstaeckeri
- Canthidium gigas
- Canthidium glabricolle
- Canthidium globulum
- Canthidium gracilipes
- Canthidium granuliferum
- Canthidium guanacaste
- Canthidium guyanense
- Canthidium haagi
- Canthidium haroldi
- Canthidium hespenheidei
- Canthidium histrio
- Canthidium howdeni
- Canthidium humerale
- Canthidium hyla
- Canthidium hypocrita
- Canthidium imperiale
- Canthidium impressum
- Canthidium inerme
- Canthidium inoptatum
- Canthidium kelleri
- Canthidium kiesenwetteri
- Canthidium kirschi
- Canthidium korschefskyi
- Canthidium kraatzi
- Canthidium laetum
- Canthidium laevigatum
- Canthidium latipleurum
- Canthidium latum
- Canthidium lebasi
- Canthidium lentum
- Canthidium leucopterum
- Canthidium lucidum
- Canthidium luteum
- Canthidium macclevei
- Canthidium macroculare
- Canthidium magnum
- Canthidium manni
- Canthidium margaritae
- Canthidium marianelae
- Canthidium marielae
- Canthidium marseuli
- Canthidium melanocephalum
- Canthidium metallicum
- Canthidium minimum
- Canthidium miscellum
- Canthidium moestum
- Canthidium monoceros
- Canthidium moroni
- Canthidium multipunctatum
- Canthidium muticum
- Canthidium nanum
- Canthidium nigritum
- Canthidium nitidum
- Canthidium nobile
- Canthidium obscurum
- Canthidium onitoides
- Canthidium onthophagoides
- Canthidium opacum
- Canthidium pallidoalatum
- Canthidium paranum
- Canthidium parvulum
- Canthidium perceptibile
- Canthidium persplendens
- Canthidium picipes
- Canthidium pinotoides
- Canthidium planovultum
- Canthidium prasinum
- Canthidium priscillae
- Canthidium pseudaurifex
- Canthidium pseudoperceptibile
- Canthidium pseudopuncticolle
- Canthidium pullus
- Canthidium punctatostriatum
- Canthidium puncticeps
- Canthidium puncticolle
- Canthidium quadridens
- Canthidium refulgens
- Canthidium riverai
- Canthidium ruficolle
- Canthidium rufinum
- Canthidium rufipes
- Canthidium rutilum
- Canthidium seladon
- Canthidium semicupreum
- Canthidium sladeni
- Canthidium smithi
- Canthidium splendidum
- Canthidium stahli
- Canthidium steinheili
- Canthidium subdopuncticolle
- Canthidium sulcatum
- Canthidium sulcicolle
- Canthidium taurinum
- Canthidium tenebrosum
- Canthidium thalassinum
- Canthidium titschacki
- Canthidium tricolor
- Canthidium trinodosum
- Canthidium tuberifrons
- Canthidium variolosum
- Canthidium versicolor
- Canthidium vespertinum
- Canthidium violaceipenne
- Canthidium viride
- Canthidium viridicolle
- Canthidium viridiobscurum
- Canthidium volxemi